# 齋藤なずな
齋藤 なずな（さいとう なずな、1946年3月30日 - ）は、日本の漫画家。静岡県富士宮市出身、東京都多摩市豊ヶ丘在住。代表作に『恋愛烈伝』『迷路のない町』などがある。京都精華大学マンガ学部で講師を務める。

## 来歴
静岡県立富士高等学校出身。文京区白山で暮らしながら共立女子短期大学に通い、卒業後にイラストを描く仕事に就く。浅野八郎の本の手相を描く仕事をしていた。
1987年、40歳の時に漫画を描く決意をし、『ダリア』で『ビッグコミック』新人賞を受賞してデビュー。多摩に移住し、作品を執筆。
『ビッグコミックオリジナル増刊号』2018年1月号にてシリーズ連載『ぼっち死の館』を開始。2018年3月、『恋愛烈伝』以来20年ぶりとなる単行本『夕暮れへ』を刊行。同作の刊行を記念し、東京都のビリケンギャラリーにて同年3月から4月まで、齋藤にとって初となる個展を開催。同作が第22回文化庁メディア芸術祭マンガ部門で優秀賞を受賞。
2024年、第26回「アックスマンガ新人賞」では審査員を務める。

## 作品リスト

### 書籍
- 『鳥獣草魚』 小学館〈ビッグコミックス〉、1991年、ISBN 4-09-182721-7
- 『片々草紙』 話の特集、1992年
- 『迷路のない町 齋藤なずな作品集 1』 小学館〈ビッグゴールドコミックス〉、1994年2月28日発売[9]、ISBN 4-09-189061-X
- 『恋愛烈伝』 小学館〈ビッグゴールドコミックス〉、1995年 - 1998年、全3巻
  1. 上巻 齋藤なずな作品集 2 1995年2月24日発売[10]、ISBN 4-09-189062-8
  2. 中巻 齋藤なずな作品集 3 1997年1月27日発売[11]、ISBN 4-09-189063-6
  3. 下巻 齋藤なずな作品集 4 1998年4月30日発売[12]
- 『病むほどに恋した文豪たち』 双葉社〈アクションコミックス〉、2013年12月12日発売[13]、ISBN 978-4-575-84322-4 - 『恋愛烈伝』からの再編集版[13]
- 『夕暮れへ（英語版）』 青林工藝舎、2018年3月23日発売[14]、ISBN 978-4-88379-446-1
- 『初期傑作短編集 ダリア』 青林工藝舎、2021年11月24日発売[15]、ISBN 978-4-88379-490-4
- 『ぼっち死の館』 小学館〈ビッグコミックス〉、『ビッグコミックオリジナル増刊』2018年1月号[16] - 2023年1月号、2023年1月30日発売[17]、ISBN 978-4-09-861635-0

### 単行本未収録
- 遡る石（『ビッグコミックオリジナル』2023年23号[18]）
- 青葉（『アックス』vol.163[19]、2025年）
- 金の糸銀の糸（『ビッグコミックオリジナル増刊』2025年9月号[20]）